# Erodium moureti
Erodium moureti là một loài thực vật có hoa trong họ Mỏ hạc. Loài này được Pit. mô tả khoa học đầu tiên năm 1912.